# وانغ جياو
وانغ جياو (26 مارس 1995 في الصين - ) هو لاعب كرة قدم صيني في مركز الوسط.

## وصلات خارجية
- وانغ جياو على موقع قاعدة بيانات كرة القدم.إي يو (الإنجليزية)
- وانغ جياو على موقع Soccerway.com (الإنجليزية)